# آندریاس اشتیهل
آندریاس اشتیهل (انگلیسی: Andreas Stihl؛ ۱۰ نوامبر ۱۸۹۶ – ۱۴ ژانویهٔ ۱۹۷۳) مخترع، و کارآفرین اهل آلمان بود، که در سال ۱۹۲۶ شرکت اشتیهل را تأسیس کرد.